# 赤木悠真
赤木 悠真（あかぎ ゆうま、1987年6月4日 - ）は、日本の俳優、歌手。福岡県出身。たむらプロ所属。

## 人物
身長：181cm。
特技はサッカー、和太鼓、タップダンス、車の外反検出・手直し、筑後弁。普通自動車運転免許、ガス溶接作業、玉掛け国家技能検定2級の資格を持つ。

## 出演作品

### テレビドラマ
- 土曜ワイド劇場（テレビ朝日）
  - 東京駅お忘れ物預り所6（2013年） - 美濃部 役
  - 家裁調査官・山ノ坊晃 - 今西正則 役
    - 「離婚調停中の夫が愛人殺害!?」（2016年）
    - 「消えた遺産10億円をめぐって争う兄妹と、謎の美女!?」（2017年）
- 水曜ミステリー9 捜査検事・近松茂道14（2013年、テレビ東京） - 車夫 役
- 三匹のおっさん〜正義の味方、見参!!〜（2014年、テレビ東京）
- 吉原裏同心（2014年、NHK総合）
- 月曜ミステリーシアター 警部補・杉山真太郎〜吉祥寺署事件ファイル（2015年、TBS）
- 水曜ドラマ Dr.倫太郎（2015年、日本テレビ）
- 赤と黒のゲキジョー 号泣裁判（2015年、フジテレビ）
- ウロボロス〜この愛こそ、正義。（2015年、TBS）
- 刑事7人（テレビ朝日）
  - season4 第4話（2015年）
  - season6 第5話（2018年） - 井上春樹 役
- アンダーウェア（2015年、Netflix・フジテレビ）
- 月曜名作劇場（TBS）
  - 警視庁機動捜査隊2166（2016年）
  - 女取調官4（2016年） - 篠原刑事 役
  - はぐれ署長の殺人急行4（2018年） - 佐々部明文 役
- 父、ノブナガ。（2017年、CBC・TBS） - 青木成人 役
- 大河ドラマ おんな城主 直虎（2017年、NHK） - 田中 役
- 相棒（テレビ朝日）
  - season16 第8話（2017年） - 萩原 役
  - season19 第17話（2021年） - 田崎明良 役
- 江戸前の旬season2 第7話（2019年、テレビ大阪・BSテレ東） - 池内 役
- 特捜9 season3 第10話（2020年、テレビ朝日） - 弓田航平 役
- プロミスシンデレラ 第4話（2021年、TBS） - 荻野純一 役
- 闇金ウシジマくん外伝 闇金サイハラさん（2022年、MBS・TBS）
- 連続テレビ小説 らんまん（2023年、NHK） - 定吉 役

### 映画
- あなたへ（2012年）
- 進撃の巨人（2015年）
- フローレンスは眠る（2016年）
- 闇金ウシジマくん ザ・ファイナル（2016年）
- 風に濡れた女（2016年）
- ゆずりは（2018年）
- ケアニン こころに咲く花（2020年）
- それいけ!ゲートボールさくら組（2023年） - 長府公平 役

### 舞台
- THE 平成時代劇 清水の次郎長（2012年、博品館劇場）
- ソラオの世界（2013年、シアターウエスト）
- 舞台 銀河英雄伝説 第四章 前篇 激突前夜（2013年、東京国際フォーラム ホールC）
- ファウスト〜最後の聖戦〜（2015年、東京芸術劇場プレイハウス / 森ノ宮ピロティホール）
- 朗読劇 プティ花子（2020年、赤坂CHANCEシアター） - 吉川馨 役

### VP
- 電気侍〜電気の安全、拙者が守る〜（2017年、日本電気協会）

### 配信
- 韓国男子おっくん（2019年 - 2020年、YouTube）

### ディスコグラフィ
- Oppaga Ganda（2019年、BEN MUSIC）